# Nie zadzieraj z zołzą spod 23
Nie zadzieraj z zołzą spod 23 (Don’t Trust the B---- in Apartment 23, 2012–2013) – amerykański serial telewizyjny nadawany przez stację ABC od 11 kwietnia 2012 do 15 stycznia 2013 roku. W Polsce emitowany jest na kanale Fox Life od 14 sierpnia 2012 roku. Stworzony przez Nahnatchkę Khan.
ABC ogłosiła w styczniu 2013 anulowanie serialu. Od 24 września 2013 serial emitowany jest na kanale Eska TV.

## Obsada
- Krysten Ritter jako Chloe
- Dreama Walker jako June
- Liza Lapira jako Robin
- Michael Blaiklock jako Eli
- Eric André jako Mark
- James Van Der Beek jako on sam

W rolach gościnnych w serialu wystąpili m.in.: Nicholas D’Agosto, Michael Stahl-David, Kiernan Shipka, Dean Cain, Michael Landes, Kyle Howard, Hartley Sawyer, Zitto Kazann.

## Spis odcinków
| Sezon | Sezon | Odcinki | Oryginalna emisja          | Oryginalna emisja                                                        | Oryginalna emisja | Oryginalna emisja    | Oryginalna emisja |
| Sezon | Sezon | Odcinki | Premiera sezonu            | Finał sezonu                                                             | Premiera sezonu   | Finał sezonu         |                   |
| ----- | ----- | ------- | -------------------------- | ------------------------------------------------------------------------ | ----------------- | -------------------- | ----------------- |
|       | 1     | 7       | 11 kwietnia 2012 (USA)     | 23 maja 2012 (USA)                                                       | 14 sierpnia 2012  | 28 sierpnia 2012     |                   |
|       | 2     | 19      | 23 października 2012 (USA) | 13 maja 2013 (CA) 17 maja 2013 (online – USA) 6 września 2014 (TV – USA) | 15 sierpnia 2013  | 24 października 2013 |                   |

### Sezon 1 (2012)
| Nr | # | Tytuł          | Polski tytuł            | Reżyseria        | Scenariusz                   | Premiera         | Premiera         |
| -- | - | -------------- | ----------------------- | ---------------- | ---------------------------- | ---------------- | ---------------- |
| 1  | 1 | Pilot          | Poznajcie zołzę spod 23 | Jason Winer      | Nahnatchka Khan              | 11 kwietnia 2012 | 14 sierpnia 2012 |
| 2  | 2 | Daddy’s Girl…  | Córeczka tatusia        | Michael Spiller  | Nahnatchka Khan              | 18 kwietnia 2012 | 14 sierpnia 2012 |
| 3  | 3 | Parent Trap…   | Pułapki rodzicielstwa   | Chris Koch       | Sally Bradford McKenna       | 25 kwietnia 2012 | 21 sierpnia 2012 |
| 4  | 4 | The Wedding…   | Ślub                    | Chris Koch       | Casey Johnson, David Windsor | 2 maja 2012      | 21 sierpnia 2012 |
| 5  | 5 | Making Rent…   | Do wynajęcia            | Michael Spiller  | Corey Nickerson              | 9 maja 2012      | 28 sierpnia 2012 |
| 6  | 6 | It’s Just Sex… | To tylko seks           | Nanette Burstein | Billy Finnegan               | 16 maja 2012     | 28 sierpnia 2012 |
| 7  | 7 | Shitagi Nashi… | Shitagi Nashi           | Wendey Stanzler  | Casey Johnson, David Windsor | 23 maja 2012     | 28 sierpnia 2012 |

### Sezon 2 (2012–2013)
| Nr | #  | Tytuł                      | Polski tytuł           | Reżyseria        | Scenariusz                   | Premiera                   | Premiera             |
| -- | -- | -------------------------- | ---------------------- | ---------------- | ---------------------------- | -------------------------- | -------------------- |
| 8  | 1  | A Reunion…                 | Spotkanie po latach    | Wendey Stanzle   | Nahnatchka Khan              | 23 października 2012       | 15 sierpnia 2013     |
| 9  | 2  | Love and Monsters…         | Miłość i potwory       | Victor Nelli Jr. | Sally Bradford McKenna       | 29 października 2012 (CAN) | 15 sierpnia 2013     |
| 10 | 3  | Sexy People…               | Seksowni ludzie        | Lev L. Spiro     | Corey Nickerson              | 12 listopada 2012 (CAN)    | 22 sierpnia 2013     |
| 11 | 4  | It’s A Miracle…            | I stał się cud         | Rebecca Asher    | Casey Johnson, David Windsor | 19 listopada 2012 (CAN)    | 22 sierpnia 2013     |
| 12 | 5  | Whatever It Takes…         | Za wszelką cenę        | Henry Chan       | David Hemingson              | 4 grudnia 2012             | 22 sierpnia 2013     |
| 13 | 6  | Bar Lies…                  | Barowe kłamstwa        | Aundre Johnson   | Laura McCreary               | 11 grudnia 2012            | 29 sierpnia 2013     |
| 14 | 7  | A Weekend in the Hamptons… | Weekend w Hamptons     | David Hemingso   | Billy Finnegan               | 18 grudnia 2012            | 5 września 2013      |
| 15 | 8  | Paris…                     | Koleżanka z pracy      | Jeffrey Walker   | Laura McCreary               | 6 stycznia 2013            | 5 września 2013      |
| 16 | 9  | The Scarlet Neighbor…      | Wyklęta sąsiadka       | Wendey Stanzler  | Laura McCreary               | 8 stycznia 2013            | 12 września 2013     |
| 17 | 10 | Mean Girls…                | Wredne dziewczyny      | Chris Koch       | Sally Bradford McKenna       | 13 stycznia 2013           | 12 września 2013     |
| 18 | 11 | Dating Games…              | Miłosne manewry        | Gail Mancuso     | Erik Durbin                  | 15 stycznia 2013           | 19 września 2013     |
| 19 | 12 | The Leak…                  | Przeciek               | Michael Spiller  | Tina Kil                     | 25 marca 2013 (CA)         | 19 września 2013     |
| 20 | 13 | Teddy Trouble…             | Kłopoty z Teddym       | Gail Mancuso     | Billy Finnegan               | 1 kwietnia 2013 (CA)       | 19 września 2013     |
| 21 | 14 | Monday June…               | Poniedziałkowa June    | Fred Goss        | David Hemingson              | 8 kwietnia 2013 (CA)       | 19 września 2013     |
| 22 | 15 | The D…                     | Zaliczenie             | Jeffrey Walker   | Jeff Chiang, Eric Ziobrowski | 15 kwietnia 2013 (CA)      | 10 października 2013 |
| 23 | 16 | The Seven Year Bitch…      | Zróbmy sobie przerwę   | Stuart Bass      | Tina Kil                     | 22 kwietnia 2013 (CA)      | 10 października 2013 |
| 24 | 17 | Using People…              | Jak wykorzystać innych | Michael McDonald | Sally Bradford McKenna       | 29 kwietnia 2013 (CA)      | 24 października 2013 |
| 25 | 18 | Ocupado…                   | Zajęte                 | David Hemingson  | Casey Johnson, David Windsor | 6 maja 2013 (CA)           | 24 października 2013 |
| 26 | 19 | Original Bitch…            | Pierwsza zołza spod 23 | Nahnatchka Khan  | Corey Nickerson              | 13 maja 2013 (CA)          | 24 października 2013 |